# Orgyia rupestris
Orgyia rupestris är en fjärilsart som beskrevs av Jules Pièrre Rambur 1832. Orgyia rupestris ingår i släktet fjädertofsspinnare, och familjen tofsspinnare. Inga underarter finns listade i Catalogue of Life.